# Algaza
Algaza (en rus: Алгаза) és un poble de l'óblast d'Astracan, a Rússia, segons el cens del 2013 tenia 507 habitants.